# Maurice Fenoux
Maurice Fenoux, né le 17 août 1863 à Morlaix (Finistère) et décédé le 30 juin 1930 à Audierne (Finistère), est un homme politique français.

## Biographie
Il commence une carrière de magistrat en 1888, qui l'amène jusqu'au poste de conseiller à la cour d'Appel de Rennes, puis de président du tribunal de première instance de Lorient en 1907. Il est élu conseiller général républicain du canton de Pont-Croix en 1906, et sénateur du Finistère en 1912 et meurt en fonction en 1930. Il siège au groupe de l'Union républicaine, et participe très activement aux travaux de la commission de la Marine, dont il devient vice-président en 1928, ainsi qu'aux travaux d'organismes liés au monde maritime (comité supérieur du crédit maritime mutuel, conseil supérieur des pêches maritimes). Il est secrétaire du Sénat de 1921 à 1924.

### Sources
- « Maurice Fenoux », dans le Dictionnaire des parlementaires français (1889-1940), sous la direction de Jean Jolly, PUF, 1960 [détail de l’édition]